# Hood megye
Hood megye az Amerikai Egyesült Államokban, azon belül Texas államban található. Megyeszékhelye és legnagyobb városa Granbury. Lakosainak száma 61 598 fő (2020. április 1.). Hood megye Parker, Johnson, Somervell, Erath és Palo Pinto megyékkel határos.

## Népesség
A megye népességének változása:
| Lakosok száma | 51 358 | 51 506 | 52 171 | 52 905 | 55 423 | 56 273 | 61 598 |
|               | 2010   | 2011   | 2012   | 2013   | 2015   | 2017   | 2020   |